# 1 Samuel 11
1 Samuel 11 es el decimoprimer capítulo del Primer Libro de Samuel en el Antiguo Testamento de la Biblia cristiana  o la primera parte de los Libros de Samuel en la Biblia hebrea. Según la tradición judía, el libro se atribuyó al profeta Samuel, con adiciones de los profetas Gad y Natán, pero muchos eruditos modernos lo ven como una composición de varios textos independientes de diversas épocas, desde el 630-540 a. C. aproximadamente.  Este capítulo describe cómo Saúl aniquiló al ejército de Nahas, rey de Ammón, y liberó a Jabes de Galaad, convenciendo así al pueblo de su capacidad de liderazgo y haciendo que lo nombraran rey. Esto se encuentra dentro de una sección que comprende 1 Samuel 7-15, que registra el surgimiento de la monarquía en Israel y el relato de los primeros años del rey Saúl.

## Texto
Este capítulo fue escrito originalmente en el idioma hebreo. Está dividido en 15 versículos.

### Testigos textuales
Algunos manuscritos antiguos que contienen el texto de este capítulo en hebreo son de la tradición del Texto Masorético, que incluye el Códice de Jerusalén (895), el Códice de Alepo (siglo X) y el Códice de Leningrado (1008). Se encontraron fragmentos que contienen partes de este capítulo en hebreo entre los Rollos del Mar Muerto, incluido el 4Q51 (4QSama; 100-50 a. C.) con los versículos 3-4, 9-10 y 12 existentes.
Entre los manuscritos antiguos existentes de una traducción al griego koiné conocida como la Septuaginta (originalmente realizada en los últimos siglos a. C.) se encuentran el Códice Vaticano (B; {\displaystyle \ ara{G}}B; siglo IV) y el Códice Alejandrino (A; {\displaystyle \ ara{G}}A; siglo V).

## Lugares
- Guibeá
- Guilgal
- Jabes de Galaad

## La amenaza de los amonitas (11:1-3)
Para esta narración, 4QSama (entre los Rollos del Mar Muerto; del siglo I a. C.) y el escrito de Josefo del siglo I d. C., proporcionan información de fondo de que Nahash, rey de los amonitas, ha sometido a las tribus transjordanas de Israel (gaditas y rubenitas) y ha arrancado el ojo derecho a sus cautivos (véase 11:2 para una explicación), pero 7 000 israelitas escaparon y se escondieron en Jabes de Galaad, así que Nahas vino a amenazar la ciudad. Significativamente, Jabes-Galaad fue la única ciudad que rechazó la llamada a las armas en el pasado (Jueces 21), por lo que ahora sus posibilidades de recibir ayuda de otras tribus de Israel eran escasas, y esa es probablemente la razón por la que Nahash les dio siete días para enviar mensajeros a intentar pedirla. Debido a su negativa previa a unirse a la llamada a las armas, el pueblo de Jabes de Galaad fue masacrado por otras tribus, excepto 400 doncellas que fueron dejadas con vida y entregadas como esposas de los supervivientes de la tribu de Benjamín (entre 600 hombres) para una matanza separada por parte de las tribus israelitas, por lo que si no fuera por los habitantes de Jabes de Galaad, la tribu de Benjamín sería aniquilada.

### Versículo 1
Entonces Nahash el amonita subió y acampó contra Jabes de Galaad; y todos los hombres de Jabes dijeron a Nahash: «Haz un pacto con nosotros, y te serviremos».«»
- «Acampado»: o «asediado».[18]
- «Nahash rey de Ammón»: este nombre significa «serpiente» en hebreo.[19]

Antes de la primera palabra «Entonces...», los textos 4QSama y griegos Septuaginta tienen una frase: «alrededor de un mes después».
Antes del versículo completo, 4QSama y Josefo (Antigüedades 6.5.1. [68-71]) atestiguan una adición que explica la práctica de Nahash de mutilar al enemigo, y al hacerlo proporciona una transición más suave al párrafo siguiente que la que se encuentra en el Texto Masorético, o en los manuscritos griegos Septuaginta. La NRSV lo traduce como versículo 10:27b de la siguiente manera: «Ahora bien, Nahas, rey de los amonitas, había estado oprimiendo gravemente a los gaditas y a los rubenitas. Les sacaba el ojo derecho a cada uno de ellos y no concedía a Israel un libertador. No quedaba ninguno de los israelitas al otro lado del Jordán a quien Nahas, rey de los amonitas, no le hubiera sacado el ojo derecho. Pero había 7000 hombres que habían escapado de los amonitas y habían entrado en Jabes de Galaad. Aproximadamente un mes después, Nahas el amonita subió y sitió Jabes de Galaad. Las variaciones pueden explicarse como errores de escriba debido a homeoteleuton, en cuyo caso el escriba salta de una palabra a otra con una terminación similar más adelante en el texto. Comparando con la lectura en 4QSama, NET Bible sugiere que el escriba del TM pudo haber saltado de la frase ויהי כמחרישׁ, vayehi kemakharish, al final de 1 Samuel 10:27, que posiblemente debería ser ויהי כמ ו חרשׁ, vayehi kemo kheresh, y retomado después de la frase ויהי כמו חדשׁ, vayehi kemo khodesh, «sucedió aproximadamente un mes después...». 4QSama también contiene un caso de homeoteleuton en este pasaje, ya que el escriba primero saltó de un caso de גלעד, Gilʿad, «Gilead», a otro, y luego insertó las 10 palabras que faltaban entre las líneas del texto de 4QSama. El hecho de que el escriba cometiera este tipo de error y pudiera hacer correcciones indica que la persona estaba copiando de una fuente que contenía estos versículos.  Además, el texto de 4QSama presenta por primera vez a Nahash con su título completo, como el rey de los amonitas, que se considera el estilo habitual.

### Versículo 2
Y Nahash el amonita les respondió: «Con esta condición haré un pacto con ustedes: les sacaré todos los ojos derechos y traeré reproche sobre todo Israel».
- «Quitar... ojos derechos»: Josefo explica que sin el ojo derecho y con el izquierdo cubierto por un escudo de guerra, un soldado podía ser totalmente inútil en la guerra.[20]

## Saúl derrotó a los amonitas y rescató a Jabes de Galaad (11:4-15)
Cuando los mensajeros de Jabes de Galaad llegaron a la ciudad natal de Saúl, Gabaa, Saúl estaba trabajando como agricultor y solo se enteró de la situación de segunda mano, después de presenciar cómo la gente del pueblo lloraba públicamente por la noticia. A diferencia de otros, Saúl se enfadó después de escuchar el mensaje, y se dice que el espíritu de Dios provocó su ira (11:6; cf. Jueces 3:10; 6:34; 11:29; 13:25; especialmente Sansón en 14:6, 19; 15:14). 7}} Saúl llamó a las armas al pueblo desmembrando un par de sus bueyes («un par de bueyes») y enviando los trozos a todos los lugares del territorio de Israel (cf. Jueces 19:29-30), con el mensaje de que el pueblo que se negara a responder tendría un destino como el de los bueyes. La estrategia de Saúl y su eventual victoria fueron similares a las de los jueces anteriores: dividir las fuerzas (cf. Jueces 7) para rodear el campamento enemigo y atacar temprano por la mañana, pero la atribución de la victoria fue para YHWH (versículo 12). La victoria demuestra que Saúl es digno de la realeza, en contra de las palabras de sus oponentes (10:26), pero esos críticos fueron perdonados según el propio deseo de Saúl, y Saúl fue aclamado rey una vez más en Gilgal.

### Versículo 15
Y todo el pueblo fue a Gilgal; y allí proclamaron rey a Saúl delante del SEÑOR en Gilgal; y allí sacrificaron sacrificios de ofrendas de paz delante del SEÑOR; y allí Saúl y todos los hombres de Israel se regocijaron grandemente.
- «Y allí proclamaron rey a Saúl»: La Septuaginta dice: «y Samuel ungió allí a Saúl como rey», lo cual no es improbable, ya que más tarde David también fue ungido originalmente por Samuel delante de su familia (1 Samuel 16:12-13), y luego fue ungido públicamente dos veces, primero como rey de Judá (2 Samuel 2:4) y de nuevo como rey de todo Israel (2 Samuel 5:3), pero esto puede estar incluido en la palabra «hecho rey» en el texto masorético (véase 1 Samuel 12:3, 1 Samuel 12:5). [27] Josefo relata que fue Samuel quien sugirió la segunda ordenación en Gilgal y ungió a Saúl allí con el «aceite sagrado».[28]

### Comentarios sobre Samuel
- Auld, Graeme (2003). «1 & 2 Samuel».  En James D. G. Dunn and John William Rogerson, ed. Eerdmans Commentary on the Bible. Eerdmans. ISBN 9780802837110.
- Bergen, David T. (1996). 1, 2 Samuel. B&H Publishing Group. ISBN 9780805401073.
- Gordon, Robert P. (1999). I & II Samuel, A Commentary. Zondervan. ISBN 978-0310230229.
- Hertzberg, Hans Wilhelm (1964). I & II Samuel, A Commentary (trans. from German 2nd edition 1960 edición). Westminster John Knox Press. p. 19. ISBN 978-0664223182.
- Tsumura, David Toshio (2007). The First Book of Samuel. Eerdmans. ISBN 9780802823595.

### General
- Breytenbach, Andries (2000). «Who Is Behind The Samuel Narrative?».  En Johannes Cornelis de Moor and H.F. Van Rooy, ed. Past, Present, Future: the Deuteronomistic History and the Prophets. Brill. ISBN 9789004118713.
- Coogan, Michael David (2007).  Coogan, Michael David; Brettler, Marc Zvi; Newsom, Carol Ann et al., eds. The New Oxford Annotated Bible with the Apocryphal/Deuterocanonical Books: New Revised Standard Version, Issue 48 (Augmented 3rd edición). Oxford University Press. ISBN 978-0195288810.
- Fitzmyer, Joseph A. (2008). A Guide to the Dead Sea Scrolls and Related Literature. Grand Rapids, MI: William B. Eerdmans Publishing Company. ISBN 9780802862419.
- Halley, Henry H. (1965). Halley's Bible Handbook: an abbreviated Bible commentary (24th (revised) edición). Zondervan Publishing House. ISBN 0-310-25720-4. (requiere registro).
- Hayes, Christine (2015). Introduction to the Bible. Yale University Press. ISBN 978-0300188271.
- Jones, Gwilym H. (2007). «12. 1 and 2 Samuel».  En Barton, John; Muddiman, John, eds. The Oxford Bible Commentary (first (paperback) edición). Oxford University Press. pp. 196-232. ISBN 978-0199277186. Consultado el 6 de febrero de 2019.
- Klein, R.W. (2003). «Samuel, books of».  En Bromiley, Geoffrey W, ed. The International Standard Bible Encyclopedia. Eerdmans. ISBN 9780802837844.
- Knight, Douglas A (1995). «Chapter 4 Deuteronomy and the Deuteronomists».  En James Luther Mays, David L. Petersen and Kent Harold Richards, ed. Old Testament Interpretation. T&T Clark. p. 62. ISBN 9780567292896.
- Ulrich, Eugene, ed. (2010). The Biblical Qumran Scrolls: Transcriptions and Textual Variants. Brill.
- Würthwein, Ernst (1995). The Text of the Old Testament. Grand Rapids, MI: Wm. B. Eerdmans. ISBN 0-8028-0788-7. Consultado el 26 de enero de 2019.